# Girlschool
Girlschool — британская рок-группа, исполняющая музыку в стиле NWOBHM. Одна из родоначальников рок-групп, участницами которой являются только женщины. Группа была сформирована под названием Painted Lady, когда её участницы ещё учились в школе. Girlschool за свою карьеру добилась относительно небольшого коммерческого успеха, но проложила дорогу для других «чисто женских» рок-групп. Несмотря на частые изменения состава, Ким МакОлифф и Денис Дюфорт остаются в группе по сей день. Другая участница оригинального состава гитаристка и вокалистка Келли Джонсон (Kelly Johnson) умерла от рака в 2007 году.

## История

### Painted Lady, 1975—1978
В 1975 году школьные друзья и соседки из Тутинга (Южный Лондон), Ким МакОлифф (гитара, вокал), Дина Энид Уильямс (бас, вокал), Тина Гейл (ударные) и Дейдр Картрайти (соло-гитара) сформировали группу «Painted Lady» (англ. нарисованная леди). Вскоре Тину Гейл за барабанами заменила Вал Ллойд, и группа начала играть в местных пабах.
Причина того что в группе были только девушки - то, что не могли найти парней, которые бы хотели сыграть с нами! Это естественно! (The reason we were all girls was we couldn’t find any blokes who wanted to play with us! This was the natural thing to do.)
Картрайти, которая была старше и опытней в музыкальном плане, ушла в 1977 году, чтобы формировать свою группу Tour De Force, а затем занялась музыкальным бизнесом (на сегодняшний день она является джаз-гитаристом). Её место в группе на короткое время заняла американка Кэти Валентайн, которая узнала о группе через рекламу в журнале Melody Maker. Когда Валентайн вернулась обратно в США в 1978 году, Painted Lady распалась. Тем не менее, МакОлифф и Уильямс решили продолжить музыкальную деятельность, чтобы отвлечься от своей основной работы (одна работала в банке, другая — в пекарне), и воссоздали группу. Келли Джонсон (гитара) и Дениз Дюфорт (ударные) присоединились к группе в апреле 1978 года. Новый состав получил название Girlschool, по одноимённому синглу группы The Wings. Вскоре группа отправилась в гастроли по Франции, Ирландии и Британии, где выступала в небольших залах.

### 1978—1982

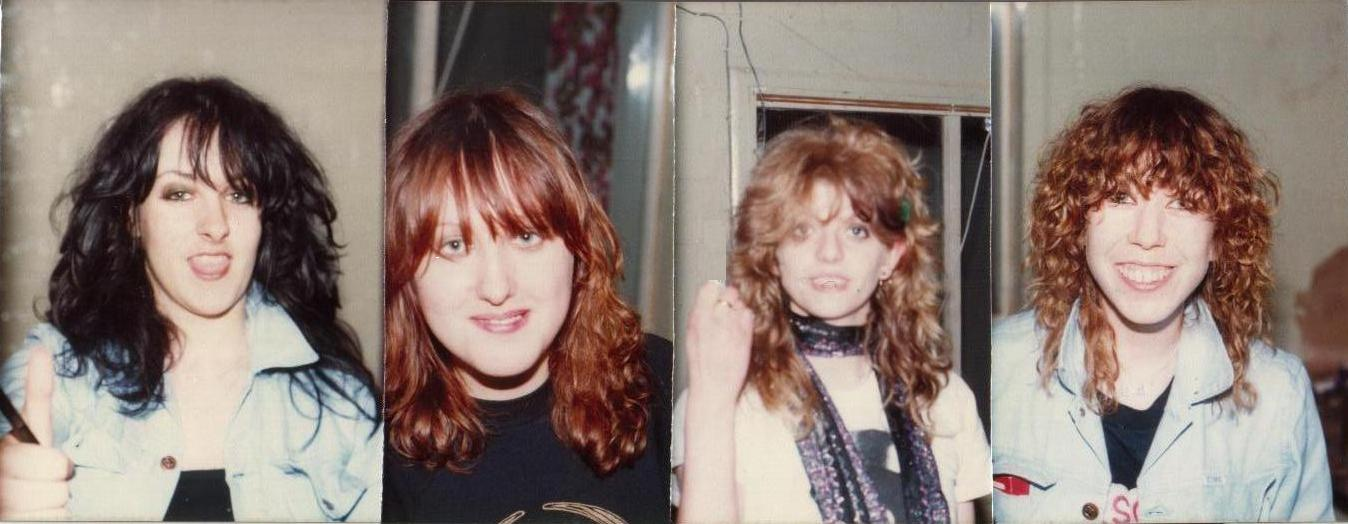
Girlschool в 1981 году: Ким МакОлифф, Энид Уильямс, Келли Джонсон, Денис Дюфорт

В декабре 1978 года Girlschool выпускает свой первый сингл «Take It All Away». Сингл попал в эфир радиостанций, и распространился в музыкальном андерграунде, а затем попал в руки Лемми Килмстера из Motörhead, который захотел встретиться с группой. Лемми вместе с Дугом Смитом, менеджером Motörhead и Hawkwind, увидев как группа играет живьём, предложили им поддержать Motörhead в туре 1979 года. Это было началом прочного союза между двумя группами, который продолжался вплоть до смерти Лемми. Дуг стал менеджером Girschool и договорился с британской записывающей компанией Bronze Records (в то время работающей с Uriah Heep, Motörhead и Juicy Lucy) на прослушивание. Владелец Bronze Records Джерри Брон посетил прослушивание и был поражен звучанием Girlschool, предложив им контракт с его лейблом в декабре 1979 года.
 
— Я пришел на репетицию и был удивлен, как хорошо группа играла… Ни одна из них особенно хорошо не выглядела, хотя с расстояния Келли Джонсон была похожей на актрису Фарру Фосетт, но что-то в них было!
I went to an early rehearsal and was surprised how well [Girlschool] played their instruments… None of them were particularly good looking, although from a distance Kelly Johnson looked like that Charlie’s Angels' actress, Farrah Fawcett, but there was something about them…
Таким образом, группа получила контракт с солидной звукозаписывающей компанией, как раз, когда Новая Волна Британского Хэви-метала стала набирать популярность. В апреле 1980 года Girlschool приступает к записи своего дебютного альбома под руководством Вика Мэйла, который в своё время работал со многими известными группами: The Who, Led Zeppelin, The Kinks и Jimi Hendrix, — а также записывал альбомы с несколькими панк-группами 1970-х. Вокал в первом альбоме исполнили Уильямс, МакОлифф и Джонсон. Альбом Demolition занял 28 место в июльском чарте Англии. Группе пришлось соперничать с такими «монстрами» жанра, как Judas Priest, Saxon, Def Leppard, Iron Maiden, Motörhead, альбомы которых в то время достигали вершин британских чартов. В этот период группа вела активную гастрольную деятельность не только в Британии, но и по всей Европе.
Альбом Hit and Run, а за ним и одноимённый сингл, были выпущены в марте 1981 года, став коммерчески успешными в Британии, достигнув пятого места в чартах. Успех второго альбома сделал Girlschool одной из самых узнаваемых групп британского хард-рока и хэви-метала. В августе 1981 года группа выступила в качестве хедлайнера на фестивале Reading Festival.
В начале 1982 года Girlschool проводили европейское турне, и на последнем выступлении в Копенгагене МакОлифф едва не погибла, получив сильный удар током от микрофона.
Третий альбом Screaming Blue Murder был записан в феврале и марте 1982 с продюсером Найджелом Греем. Альбом поступил в продажу в июне 1982 года, но, несмотря на уверенное восхождение в чартах, он достиг лишь 27 места в Британии. Критика восприняла Screaming Blue Murder хуже предыдущих альбомов. Но Girlschool оставались явлением в хеви-метале, и их мировое турне 1982 года привело их впервые в США, где они играли на разогреве у Iron Maiden и Scorpions.

### 1983—1985
В Англии записи, гастрольная и рекламная работа начинались снова, но напряжение изнашивало Келли Джонсон, которая  устала от музыки, игравшей в течение четырёх лет без перерыва. Другие девушки и продюсеры смогли убедить её остаться, чтобы записаться с английскими знаменитостями из группы Slade Нодди Холдером (Noddy Holder) и Джимом Ли (Jim Lea). Далее Girlschool погрузились в длительный американский тур, чтобы продвигать очередной альбом, иногда как поддержка, но чаще - как хедлайнер в небольших залах. Джонсон, не в состоянии сопротивляться нездоровой жизни в дороге, оставила группу в течение гастролей в США, чем разрушила шансы продвижения альбома в Америке. С уходом Джонсон, которая считалась визуальным и музыкальным фокусом группы, их лейбл, почти уже банкрот, не продлил контракт на новый альбом.
В начале 1984 года Girlschool были нужны новый ведущий гитарист, вокалист и новый контракт, но, несмотря на трудную ситуацию, группа не сдавалась. У Ким МакОлифф были точные идеи о будущем группы: «Наша музыка будет дикая, тяжелая, громкая и быстрая. Это будет безумный Металлический звук». Поиск новых участников привел к появлению гитаристки Крис Боначчи (Cris Bonacci) и клавишницы и вокалистки Джекки Бодимид, и обе участницы пришли из полностью женской хард-рок-группы She. Группа She играла в то время в лондонских клубах, пытаясь получить контракт на запись альбома и привлечь внимание британской специализированной прессы.
Новая Girschool, теперь группа с пятью музыкантами, подписала контракт с Polygram. Лейбл видел в группе возможность произвести конкурента для победы над группами, где фронтменами (а точнее фронтвуменами), также были женщины, например, Heart и Лита Форд. Следующий альбом «Running Wild» принёс десять загруженных клавиатурой треков, очень отличающихся от предыдущей музыки Girlschool. Альбом был издан в 1985 году, и только в США. Дюфорт и МакОлифф несколько лет спустя назвали альбом «мусором или ещё хуже». «Running Wild» был встречен плохо. Продажи альбома на американском рынке были плохими, не представляя прорыв, на который надеялись группа и лейбл. Однако, восприятие группы среди британских поклонников было все ещё восприятием компаньонов Motörhead, нежели конкурентов американских гламурных металлических проектов, как Mötley Crüe или Ratt и изменения в их идеологии и имидже уменьшали уже и без того истощающуюся британскую толпу поклонников группы.

### 1986—1990
После плохих коммерческих результатов Running Wild Girlschool осталась без контракта. «Всё сначала» — сказала МакОлифф в то время.Группа решила возвратиться к корням, оставаясь группой из четырёх, только с МакОлифф на вокалах, и отправилась в британский тур в ноябре — декабре 1985 года, поддерживая программу Blue Öyster Cult, чтобы играть столько, сколько они могли и возвращать поклонников. В начале 1986 года, благодаря предложению Лемми, они в конечном счёте подписали контракт с новым лейблом Дуга Смита GWR Records, который также включал в свой список Motörhead. В апреле 1986 года первой частью их новой работы стал объединённый альбом с британским гламурным рокером Гари Глиттером для кавера его хита 1973 года «I'm the Leader of the Gang (I Am)», который был выпущен как сингл. Следующий альбом Nightmare at Maple Cross, выпущенный в июле того же самого года, стал для группы возвращение к звуку Hit and Run и к их торговой марке — юмористической лирике. Альбом получил довольно хорошие отклики, но не вошёл в британские чарты.
В январе 1987 года, после пяти лет с группой, Джил Уэстон (Gil Weston) ушла, выйдя замуж, став Джил Уэстон-Джонс (Gil Weston-Jones). Её место было быстро занято Трейси Лам (Tracey Lamb), которая была басистом групп Rock Goddess и She. Girlschool потратила остальную часть года, продвигая альбом с американским туром и появляясь в различных телешоу по всей Европе, всё это сопровождалось длинным европейским туром поддержки Motörhead. В начале 1988 группа начала работать над материалом для нового альбома с производителем Андре Жакемином (André Jacquemin). Take a Bite представлял сильные и мелодичные металлические песни, с примесью юмора, типичного для группы.
Girlschool сделали неизбежный североамериканский тур, чтобы продвинуть альбом и затем поехали по всей Европе с Dio, и в Советский Союз с Black Sabbath до конца 1989 года.
После возвращения из СССР группа фактически развалилась. Музыкальные вкусы изменялись во всём мире в пользу гранжа и более резких металлических жанров, заставляя большинство групп, порождённых Новой Волной британского Хэви-метала расформироваться или отойти на второй план, и то же самое произошло с Girlschool.

### 1990—1991
Пока ещё не официально расформированный коллектив стал работать очень редко . МакОлифф стала работать с Beki Bondage, а позже стала вести телешоу на ITV. Тем временем, Боначчи присоединилась к туру британской певицы Тойи Уиллкокс, для альбома Ophelia's Shadow. Краткий тур по Испании был единственной деятельностью Girlschool в 1990 году, но в декабре МакОлифф, Боначчи, Дюфорт и Энид Уильямс, объединились с Тойей Уиллкокс в проекте под названием She-Devils (Чертовки) для первого фестиваля Women in Music (Женщины в Музыке) в Лондоне, играя произведения Girlschool и Тойи.
Несколько месяцев спустя, те же самые музыканты воссоединились снова под новым названием Strange Girls, Лиди Галлас (Lydie Gallais) заменила Дюфорт на барабанах. «Странные Девочки» (Strange Girls) совершили поездку по клубам Великобритании в 1991 и 1992 годах и спели с The Beach Boys в их немецких турах летом 1991 года. Группа написала несколько песен и произвела демонстрационный релиз, но единственным изданным треком стал трек «Lust for Love» («Жажда к Любви») в альбоме Тойи Уиллкокс Take the Leap!.

### 1992—2002
Girlschool вернулись в 1992 году, приняв на работу Джекки Каррера (Carrera) на басе и записав «Girlschool», их первый самопроизведённый альбом, который был распродан во всём мире через Communiqué Rec. Каррера прибыла из группы Flatmates и The Caretaker Race, где она играла с 1988 года. Более низкая доступность альбома, изданного инди-лейблом, отметила категорический переход группы к культовому статусу, с отказом от ожидания больших продаж. Girlschool были теперь менеджерами самих себя, полагаясь на выступления живьём и на уважение, полученное от менеджеров туров и производителей многих проектов, которых они всегда поддерживали во время своей карьеры. Как заявлено Girlschool в интервью Raw Power TV: «Мы играли в каждом туалете, который мы могли найти!»
После европейских концертов, когда группа должна была отбыть в США, Каррера отказалась от поездки; она была заменена на Трейси Лам (Tracey Lamb) . В конце 1992 года Крис Боначчи оставила группу, чтобы стать тур-музыкантом и затем продюсером, вернув к себе интерес таблоидов, благодаря интимным отношениям с поп-певицей и некогда звездой Пинапа Самантой Фокс. В 1993 году на её место ведущего гитариста пришла Келли Джонсон, которая вернулась после девяти лет в США, где она играла в группе с Кэти Валентайн и писала свою собственную музыку.
Изобилие компиляций старого материала Girlschool, который начал издаваться с 1991 года, поддерживало группу на рынке компакт-дисков и гарантировало стабильное число концертов каждый год, часто в качестве поддержки других групп NWOBHM, таких как Motörhead или Saxon. В этот период они также выступали на фестивалях рок-музыки в разных странах Европы, как Girlschool или в других проектах. МакОлифф также участвовала в записи альбома «Metal Christmas» в 1994 году, вместе с Полом Ди'Анно и Элли Кларком.
В 1995 году Communiqué Records выпустила "Girlschool live", концертный альбом, документирующий интенсивные живые показы группы. Girlschool продолжал «живую» деятельность в 1990-х, достигнув высшей точки, приняв участие в Wacken Open Air 6 августа 1999 года.
Тем временем, группа писала новые песни и медленно начинала процесс создания нового альбома, но тур-обязательства и новые изменения состава не дали Girlschool возможности закончить альбом. Фактически, и Джонсон и Лам по-дружески оставили Girlschool в 2000 году. Они были заменены новой ведущей гитаристкой Джекки Джекс Чамберс и Энид Уильямс, которая наконец воссоединилась с группой. Джонсон, которой был поставлен диагноз «рак», все равно оставалась связанной с группой, иногда играя, но чаще инструктируя свою замену Джекки Чамберс, или собирая фотографии и материал для биографии группы. Чамберс — гитарист-самоучка, которая играла в некоторых панк-группах в родном Лидсе и затем в Лондоне, прежде, чем начать сочинять музыку с МакОлифф . Она жила в одной комнате с Джонсон в Лондоне, и Джонсон с Бокачи помогли ей стать гитаристкой высшего класса, чтобы та влилась в группу
Альбом 21st Anniversary: Not That Innocent был выпущен в начале 2002 года и записан Girlschool совместно и Тимом Хамиллом. Альбом содержит ранние треки с дополнением двух свежих песен. Влияние американских лет, проведенных Джонсон в Лос-Анджелесе, является слышимым в музыке и в речевых каналах альбома, в который появляется первая полуакустическая баллада Girlschool. Напротив, два новых трека намного быстрее чем остальная часть альбома.

### 2003 — по настоящее время

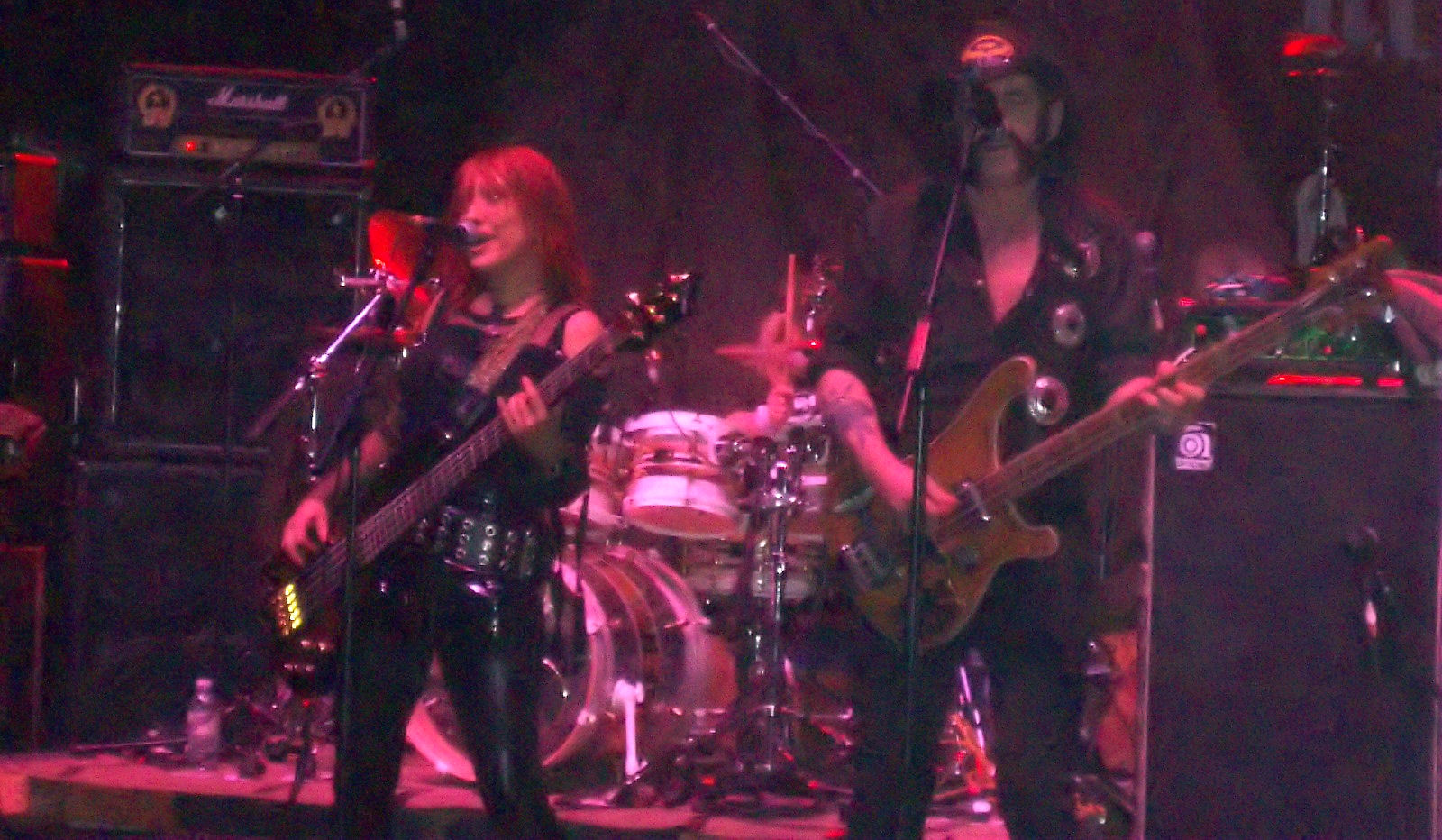
Энид Уилльямс с Лемми исполняющие «Please Don’t Touch»,2009 год. Совместное выступление Motörhead и Girlschool.

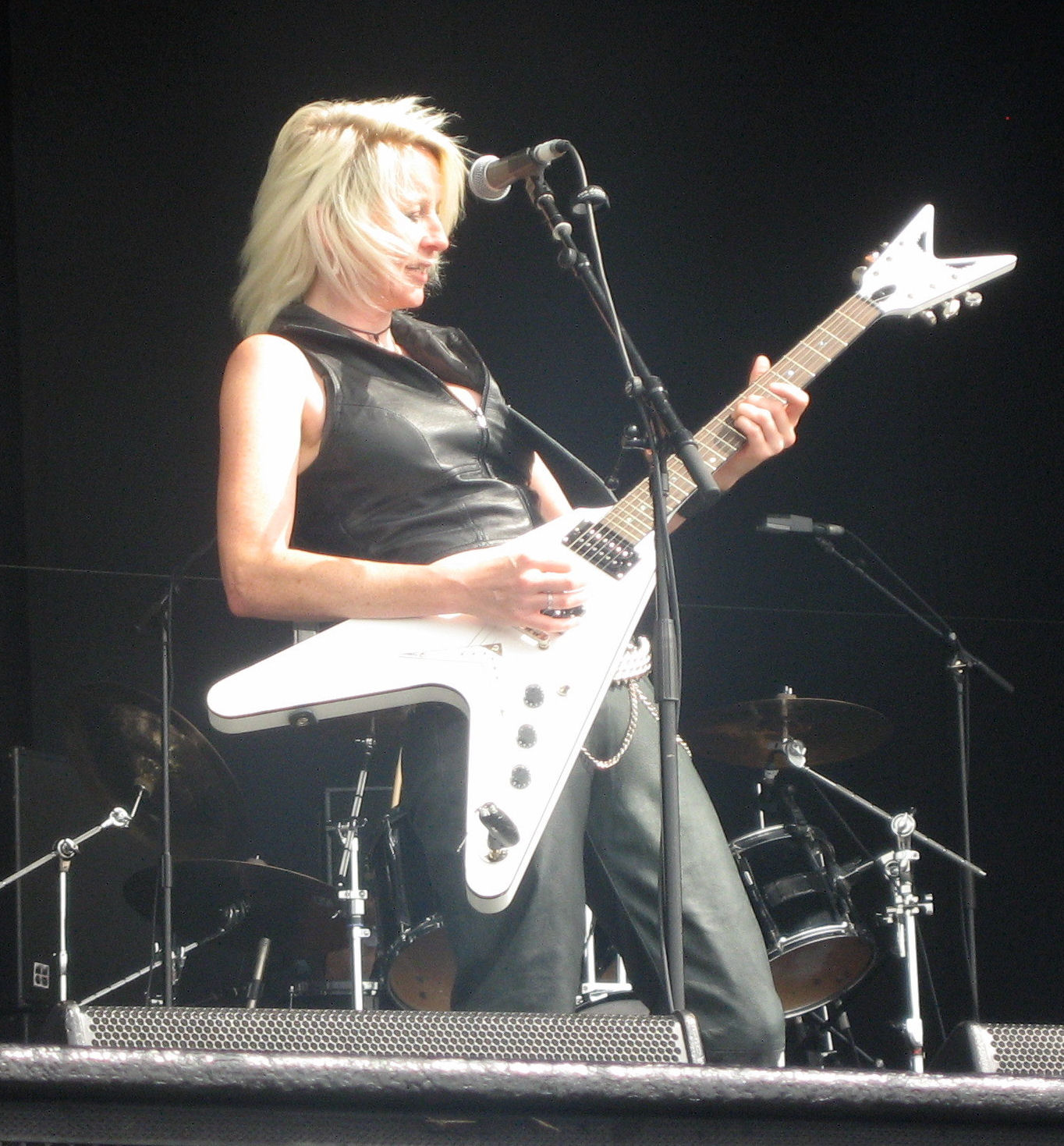
Джеки Чамберс на Bloodstock Open Air, 2009 год

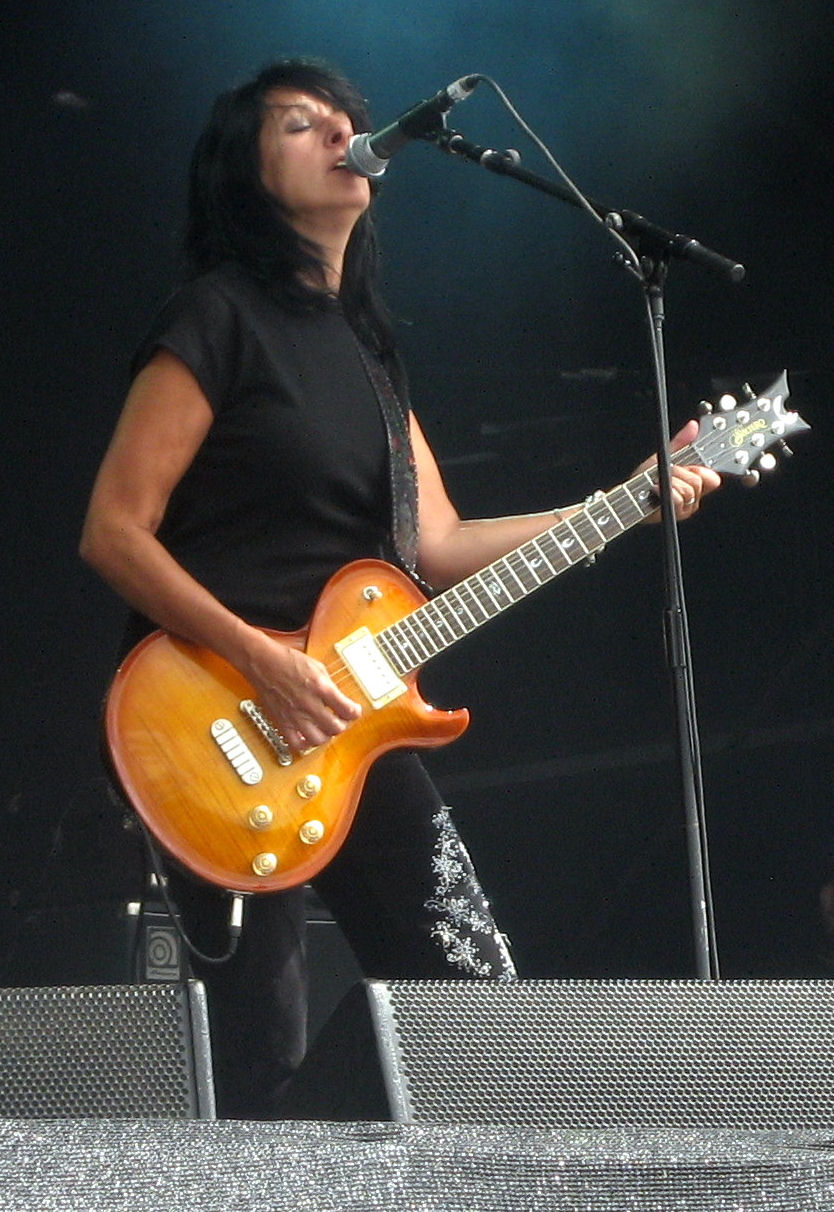
Ким Мак Олифф на Bloodstock Open Air, 2009 год

В 2003 году группа была снова в студии, для записи новых песен для The Second Wave: 25 Years of NWOBHM, сплит-альбома, задуманного the Communiqué label, и включавшего по пять песен от Oliver/Dawson Saxon, Tygers of Pan Tang и Girlschool. В сентябре и октябре они совершили поездку в поддержку альбома с вышеупомянутыми группами и Полом ДиАнно.
В июле 2004 года Girlschool выпустили альбом «Believe», созданный группой вместе с Тимом Хамиллом. Желание исследовать новые территории очевидно в некоторых песнях альбома, который является первым записанным полностью в домашней студии Чамберс. Шанс снова использовать двух вокалисток привёл к усовершенствованию вокальных и хоровых частей. Альбом был плохо распродан и оставался неизвестным для потенциальной аудитории. В 2005 году группа повторно выпустила Believe на DVD, содержащим видео с концертов 2000-х годов, и продала его через официальный веб-сайт. Американский и европейский тур последовал за первым выпуском. В июне 2005 года группа провела британский тур с Vixen и другой тур в ноябре-декабре с Motörhead, посвящённый 30-й годовщине Motörhead. В течение того же года они были также на летних фестивалях в Голландии и Англии и открывали сцену для Alice Cooper в Испании.
Металлические и рок фестивали стали константой для группы, которая играла на больших, проходящих на открытом воздухе, фестивалях: в Германии (Headbangers Open Air 2006, Bang Your Head!!! 2007, Wacken Open Air 2008 and 2009), Франции (Hellfest Summer Open Air 2009), Англии (Hard Rock Hell 2007 and 2009, Bloodstock Open Air 2009) и США (Power Box Festival 2007), и на площадках меньших параметров.
15 июля 2007 года Келли Джонсон умерла от рака, после шести лет болезненной терапии. Во время прощания Трейси Лам прочитала речь, которую она написала для Джонсон. Группа спела трибьют 20 августа 2007 года в Лондоне, со многими из друзей Джонсон и участницами прежних составов Girlschool.
Новый альбом «Legacy» («Наследство»), выпущенный в октябре 2008 года, отмечает и смерть участницы и 30-ю годовщину Girlschool, что делает их самой долгоживущей группой женского рока в мире. Запись была произведена с помощью Тима Хамилла, и темы стали более индивидуальными, раскрывая большое множество влияний, идя от NWOBHM, сквозь панк, к альтернативному року. Чтобы подчеркнуть настроение, альбом собрал много музыкантов-гостей, Heaven & Hell, Twisted Sister, Motörhead. 'Призрачное' присутствие Джонсон чувствовалось повсюду в альбоме, и песня «Легенда» (Legend) прямо посвящена ей. «Наследство» включает также перепев «Лондона» (London) и «Чрезвычайной ситуации» (Emergency), и кавера "Metropolis " из Motörhead. Альбом получил превосходные обзоры и немецкий лейбл SPV/Steamhammer гарантировал международную продажу.
Girlschool пели с Anvil в 2010 году и всё ещё выступала. Группа повторно сделала запись Hit And Run. Новая версия была выпущена в 2011 году, чтобы отметить 30-ю годовщину альбома.
На протяжении 2011 и 2012 годов Girlschool продолжали гастролировать по Европе и Южной Америке и снова посетили Японию в 2013 году. В начале 2015 года они записали новый альбом Guilty as Sin, спродюсированный Крисом Цангридесом. Его релиз состоялся 13 ноября того же года. 30 января 2019 года на официальном сайте группы было анонсировано, что «Girlschool снова расстались с басисткой Энид Уильямс», и что Трейси Лам вернётся, чтобы заменить её.
27 февраля 2023 года лейбл Girlschool Alcatrazz выпустил сингл "Don't Get Mad... Get Even", в котором они исполнили вокальные партии. 25 апреля группа анонсировала свой первый за восемь лет альбом WTFortyfive?, который должен был выйти в июле. В тот же день они выпустили первый сингл "Are You Ready?" и сопровождающее его музыкальное видео. Лам рассталась с группой в июне 2024 года.  Оливия Эйри присоединилась в качестве нового басиста в следующем месяце.

## Составы Girlschool
Составом 'классик' считается состав с 1978 до 1982 годы, это Денис Дюфорт, Энид Уильямс, Ким МакОлифф и Келли Джонсон. В отличие от многих хэви-метал групп, у Girschool часто было больше одного ведущего вокалиста. С вокальной обязанностью в классическом составе поровну справлялись Энид Уильямс, Ким МакОлифф и Келли Джонсон.
| 1975—1978 как «painted lady» | - Энид Уильямс — бас, лид вокал - Дейдр Картрайт — лид гитара - Ким МакОлифф — ритм гитара, лид вокал - Тина Гейл — барабаны - Вал Ллойд — барабаны             | |
| 1978-1982                    | - Энид Уильямс — бас, лид вокал - Келли Джонсон — лид гитара, лид вокал - Ким МакОлифф — ритм гитара, лид вокал - Денис Дюфорт — барабаны                       | - «Demolition» (1980) - «Hit and run» (1981) - «Live and more» (EP) (1982) - «Wildlife» (EP) (1982) - «Race with the Devil» (1998)                                                |
| 1982-1984                    | - Гил Уэстон — бас, вокал - Келли Джонсон — лид гитара, лид вокал - Ким МакОлифф — ритм гитар, лид вокал - Денис Дюфорт — барабаны                              | - «Screaming Blue murder» (1982) - «1-2-3-4 rock-n-roll» (EP) (1983) - «Play Dirty» (1983) - «King Biscuit Flower Hour Presents Girlschool» (1997) - «Race with the Devil» (1998) |
| 1984-1985                    | - Джекки Бодимид — лид вокал, клавишные - Гил Уэстон — бас, вокал - Крис Боначчи — лид гитара - Ким МакОлифф — ритм гитара, лид вокал - Денис Дюфорт — барабаны | - «Running wild» (1985) |
| 1986-1987                    | - Гил Уэстон — бас, вокал - Крис Боначчи — лид гитара - Ким МакОлифф — ритм гитара, лид вокал - Денис Дюфорт — барабаны                                         | - «Nightmare at Maple Cross» (1986) |
| 1987-1988                    | - Трейси Лам — бас, вокал - Крис Боначчи — лид гитара - Ким МакОлифф — ритм гитара, лид вокал - Денис Дюфорт — барабаны                                         | - «Take a Bite» (1988) |
| 1990 как «she-devil»         | - Тойа Уиллкокс — лид вокал - Энид Уильямс — бас, вокал - Крис Боначчи — лид гитара - Ким МакОлифф — ритм гитара, вокал - Денис Дюфорт — барабаны               | |
| 1991 как «strange girls»     | - Тойа Уиллкокс — лид вокал - Энид Уильямс — бас, вокал - Крис Боначчи — лид гитара - Ким МакОлифф — ритм гитара, лид вокал - Лиди Галлас — барабаны            | |
| 1992                         | - Джекки Каррера — бас - Крис Боначчи — лид гитара - Ким МакОлифф — ритм гитара, лид вокал - Денис Дюфорт — барабаны                                            | - «Girlschool» (1992) |
| 1993-1999                    | - Трейси Лам — бас, вокалы - Келли Джонсон — лид гитара, лид вокал - Ким МакОлифф — ритм гитара, лид вокал - Денис Дюфорт — барабаны                            | - «Girlschool live» (1995) - «21st Anniversary: Not That Innocent» (2002) |
| 2000 — 2019                  | - Энид Уильямс — бас, лид вокал - Джекки Чамберс — лид гитара, вокалы - Ким МакОлифф — ритм гитара, лид вокал - Денис Дюфорт — барабаны                         | - «21st Anniversary: Not That Innocent» (2002) - «Believe» (2004) - «legacy» (2008) - «Hit and Run — Revisited» (2011) - «Guilty as Sin» (2015)                                   |
| 2019 — 2024                  | - Джекки Чамберс — лид гитара, вокалы - Ким МакОлифф — ритм гитара, лид вокал - Денис Дюфорт — барабаны - Трэйси Лам — бас-гитара                               | - «WTFortyfive?» (2023) |
| С 2024                       | - Джекки Чамберс — лид гитара, вокалы - Ким МакОлифф — ритм гитара, лид вокал - Денис Дюфорт — барабаны - Оливия Эйри — бас-гитара,бэк-вокал                    | |

## Дискография
- Demolition (1980)
- Hit and Run (1981)
- Screaming Blue Murder (1982)
- Play Dirty (1983)
- Running Wild (1985)
- Nightmare at Maple Cross (1986)
- Take a Bite (1988)
- Girlschool (1992)
- 21st Anniversary: Not That Innocent (2002)
- Believe (2004)
- Legacy (2008)
- Hit and Run – Revisited (2011)
- Guilty as Sin (2015)
- WTFortyfive? (2023)